# Col des Brosses (Loire)
Pour les articles homonymes, voir Col des Brosses.
Le col des Brosses est un col routier situé à une altitude de 975 mètres dans le Massif central, dans le département de la Loire, en France.

## Géographie
Il est situé sur la commune de La Valla-sur-Rochefort dans les monts du Forez, il est traversé par la RD 110.